# William Rogers (jogador de rugby)
William Lister Rogers (6 de fevereiro de 1902 — 13 de novembro de 1987) foi um jogador de rugby union estadunidense, campeão olímpico.

## Carreira
Enquanto estudava na Universidade Stanford, ele jogou pelo Stanford Cardinal no basquete, e depois ingressou no Clube Olímpico. Ele integrou a equipe da Seleção dos Estados Unidos que conquistou a medalha de ouro nos Jogos Olímpicos de Verão de 1924 em Paris. Ele jogou uma partida desta competição, em 18 de maio, os americanos venceram os franceses no Stade de Colombes por 17–3. Juntamente com outros medalhistas de ouro do rugby union, ele foi incluído no Hall da Fama do IRB em 2012.
Em 1923, ele recebeu o diploma de Bacharel em Artes e, três anos depois, formou-se na Faculdade de Medicina da Universidade Stanford, tornando-se médico. Ele trabalhou no San Francisco Hospital e foi chefe de equipe do French Hospital por trinta e seis anos. Rogers foi um dos pioneiros da cirurgia torácica e um dos membros fundadores do American Board of Thoracic Surgery. Durante a Segunda Guerra Mundial, serviu no teatro do Pacífico com o posto de comandante do Corpo Médico.